# Timothy (chanteur)
 (janvier 2014).
Si vous disposez d'ouvrages ou d'articles de référence ou si vous connaissez des sites web de qualité traitant du thème abordé ici, merci de compléter l'article en donnant les références utiles à sa vérifiabilité et en les liant à la section « Notes et références ».
Pour les articles homonymes, voir Timothy.
Timothy Hagelstein (1951), auteur-compositeur-interprète belge, a été populaire en Belgique et au Portugal de 1975 à 1990 sous le nom d’artiste Timothy.

## Biographie
Timothy Hagelstein naît le 15 juillet 1951 à Verviers, en Wallonie, où son père était musicien amateur de jazz. Il forme un groupe de musique à dix-huit ans et vit alors de sa passion comme disquaire. Il enregistre son premier 45 tours en 1975. Le titre Mona Lisa est récompensé trois fois disque d'or. Il s’installe ensuite au Portugal où il reste populaire de 1975 à 1984, période pendant laquelle il enchaîne les tournées dans le monde entier à la rencontre de la communauté portugaise.
De retour en Belgique, il puise ensuite son inspiration dans le folklore portugais (Femme latine, Le Cœur fado) et chante sa nostalgie (Fatinia, J'ai la nostalgia). On disait de lui qu’il était le plus portugais des Belges. En 1989, il organise plusieurs galas (Une pierre pour Lisbonne) pour contribuer aux réparations d’un incendie qui avait ravagé un an plus tôt le centre historique de Lisbonne où il avait vécu. Il a été reçu par le maire pour la remise du chèque.
Il chante À nouveau amoureux en 1990 qui sera son dernier succès auprès du public. Il éditera plus tard deux nouveaux albums, en 2005 et 2006.
Ancien vice-président de la Société belge des auteurs, compositeurs et éditeurs (SABAM), il s’est depuis lors adonné à la peinture, à l’illustration sonore pour des chaînes de radio ou télévision, en partageant son temps entre le Sud de la France, la Belgique et le Portugal où il produit du fado, chant typique portugais.
En 2016 il publie Les Sentiments abstraits, livret-disque avec des titres inédits et des reproductions de peintures. En 2018 il publie le coffret double album L'Intranquille Exil, reprise sur un disque de 13 grandes chansons françaises et sur l'autre de 13 chansons inédites, le plus souvent accompagné par l'Orchestre symphonique de Macédoine. Il délaisse ensuite le monde de la musique pour se consacrer uniquement à la peinture et à la poésie dont il a toujours été un fervent adepte.
En 2019 est publié son premier recueil de poésies aux éditions Verone, Les Eaux silencieuses.
La même année est publiée au Portugal la version bilingue de son recueil de poésies, Aguas silenciosas (traduction de Ana Paula Filipe) chez Guerre e Paz Editora.
En mai 2020 les éditions du Panthéon publient son deuxième recueil Langages impossibles, dont l'édition est également en version bilingue, publié avec succès et une belle promotion en octobre 2020 aux éditions Guerra e Paz Lisbonne. Il a participé a un nombre important d'émissions de radio et télévision au Portugal pour la divulgation de cet ouvrage reçu par les critiques comme un recueil de qualité et faisant la part belle à son pays de cœur, le Portugal.
Timothy est marié à Marlène Sellier et père de trois enfants, Jairo Hagelstein (1978), Belinda Hagelstein (1973) et Keliann Hagelstein (Nelkain) (2002).